# Julián Grajales (Chiapa de Corzo)
Julián Grajales es una localidad del estado mexicano de Chiapas. Es parte del municipio de Chiapa de Corzo.

## Toponimia
El nombre de la localidad rinde homenaje a Julián Grajales, general mexicano partícipe de la Segunda intervención francesa en México en favor del bando republicano.

## Demografía
| Gráfica de evolución demográfica |
|                                  |

| Censo | Población |
| ----- | --------- |
| 1900  | 81        |
| 1910  | 120       |
| 1921  | 106       |
| 1930  | 130       |
| 1940  | 520       |
| 1950  | 779       |
| 1960  | 980       |
| 1970  | 1 250     |
| 1980  | 963       |
| 1990  | 2 126     |
| 2000  | 2 157     |
| 2010  | 2 394     |
| 2020  | 2 661     |